# النوادر في اللغة
النوادر في اللغة من كتب اللغة والأدب، جمع فيه أبو زيد ما من شعر العرب من نوادر من أبيات وأرجاز للشعراء. قال أبو حاتم عن ما في الكتاب: «قال لي أبو زيد: وما كان فيه من شعر القصيد، فهو سماعي من المفضل بن محمد الضبي الكوفي، وما كان من اللغات وأبواب الرجز، فذلك سماعي من العرب. قال: وأخبرني أبو العباس عن التوزي: أن أبا زيد قال: ما كان فيه من رجز فهو سماعي من المفضل، وما كان فيه من قصيد أو لغاتٍ، فهو سماعي من العرب». قال أبو سعيد: «وكان العباس بن الفرج الرياشي يحفظ الشعر الذي في هذا الكتاب كما يحفظ السورة من القرآن. وقال لي: حفظته في زمن أبي زيد، وحفظت كتاب الهمز، وقرأته عليه حفظًا، وكنت أعد حروفه».

## المؤلف
أبو زيد سعيد بن أوس بن ثابت الخزرجي الأنصاري البصري (122-215 هـ) لغوي من أئمة الأدب. غلب عليه اللغات والنوادر والغريب. قال ابن خلكان: «وكان يرى رأي القدر، وكان ثقة في روايته».
حدث أبو عثمان المازني قال: «رأيت الأصمعي وقد جاء إلى حلقة أبي زيد المذكور، فقبل رأسه وجلس بين يديه وقال: أنت رئيسنا وسيدنا منذ خمسين سنة.» وفي رواية أخرى «ثلاثين سنة» وفي غيرها «عشرين سنة» والشاهد من الحادثة أن الأصمعي كان يبجله ويحترمه.

## روابط خارجية
- النوادر في اللغة - المكتبة الوقفية